# Uefa Champions League 2002/2003
Uefa Champions League 2002/2003 vanns av AC Milan från Italien som slog Juventus, också från Italien, med 3–2 på straffsparkar efter 0–0 i ordinarie speltid och förlängning i finalen i Greater Manchester den 28 maj 2003. Det var sjätte gången AC Milan vann Europacupen/Uefa Champions League.

## Kvalomgångar

### Första kvalomgången
| Första kvalomgången – 20 deltagande klubblag | Första kvalomgången – 20 deltagande klubblag | Första kvalomgången – 20 deltagande klubblag | Första kvalomgången – 20 deltagande klubblag | Första kvalomgången – 20 deltagande klubblag |
| -------------------------------------------- | -------------------------------------------- | -------------------------------------------- | -------------------------------------------- | -------------------------------------------- |
| Lag 1                                        | Totalt                                       | Lag 2                                        | Möte 1                                       | Möte 2                                       |
| F91 Dudelange                                | 1–4                                          | Vardar                                       | 1–1                                          | 0–3                                          |
| Hibernians                                   | 3–2                                          | Shelbourne                                   | 2–2                                          | 1–0                                          |
| Portadown                                    | 2–3                                          | Belshina Bobruisk                            | 0–0                                          | 2–3                                          |
| Željezničar                                  | 4–0                                          | ÍA                                           | 3–0                                          | 1–0                                          |
| Skonto                                       | 6–0                                          | Barry Town                                   | 5–0                                          | 1–0                                          |
| Flora Tallinn                                | 0–1                                          | APOEL                                        | 0–0                                          | 0–1                                          |
| Sheriff Tiraspol                             | 00004–4 (BM)                                 | Zhenis Astana                                | 2–1                                          | 2–3                                          |
| Tampere United                               | 0–6                                          | Pjunik                                       | 0–4                                          | 0–2                                          |
| Kaunas                                       | 2–3                                          | Dinamo Tirana                                | 2–3                                          | 0–0                                          |
| Torpedo Kutaisi                              | 6–2                                          | B36                                          | 5–2                                          | 1–0                                          |

### Andra kvalomgången
| Andra kvalomgången – 28 deltagande klubblag | Andra kvalomgången – 28 deltagande klubblag | Andra kvalomgången – 28 deltagande klubblag | Andra kvalomgången – 28 deltagande klubblag | Andra kvalomgången – 28 deltagande klubblag |
| ------------------------------------------- | ------------------------------------------- | ------------------------------------------- | ------------------------------------------- | ------------------------------------------- |
| Lag 1                                       | Totalt                                      | Lag 2                                       | Möte 1                                      | Möte 2                                      |
| Sheriff Tiraspol                            | 1–6                                         | Grazer                                      | 1–4                                         | 0–2                                         |
| Maccabi Haifa                               | 5–0                                         | Belshina Bobruisk                           | 04–0                                        | 1–0                                         |
| Dynamo Kiev                                 | 6–2                                         | Pjunik                                      | 4–0                                         | 2–2                                         |
| Zalaegerszegi                               | 00002–2 (BM)                                | Zagreb                                      | 1–0                                         | 1–2                                         |
| Boavista                                    | 7–3                                         | Hibernians                                  | 4–0                                         | 3–3                                         |
| Sparta Prag                                 | 5–1                                         | Torpedo Kutaisi                             | 3–0                                         | 2–1                                         |
| Skonto                                      | 0–2                                         | Levski Sofia                                | 0–0                                         | 0–2                                         |
| Vardar                                      | 2–4                                         | Legia Warszawa                              | 1–3                                         | 1–1                                         |
| Hammarby IF                                 | 1–5                                         | Partizan Belgrad                            | 1–1                                         | 0–4                                         |
| Žilina                                      | 1–4                                         | Basel                                       | 1–1                                         | 0–3                                         |
| Maribor                                     | 4–5                                         | APOEL                                       | 2–1                                         | 2–4                                         |
| Lillestrøm SK                               | 0–2                                         | Željezničar                                 | 0–1                                         | 0–1                                         |
| Club Brugge                                 | 4–1                                         | Dinamo București                            | 3–1                                         | 1–0                                         |
| Brøndby IF                                  | 5–0                                         | Dinamo Tirana                               | 1–0                                         | 4–0                                         |

### Tredje kvalomgången
| Tredje kvalomgången – 32 deltagande klubblag | Tredje kvalomgången – 32 deltagande klubblag | Tredje kvalomgången – 32 deltagande klubblag | Tredje kvalomgången – 32 deltagande klubblag | Tredje kvalomgången – 32 deltagande klubblag |
| -------------------------------------------- | -------------------------------------------- | -------------------------------------------- | -------------------------------------------- | -------------------------------------------- |
| Lag 1                                        | Totalt                                       | Lag 2                                        | Möte 1                                       | Möte 2                                       |
| Gent                                         | 00004–4 (BM)                                 | Sparta Prag                                  | 2–0                                          | 2–4                                          |
| Feyenoord                                    | 3–0                                          | Fenerbahçe                                   | 1–0                                          | 2–0                                          |
| Maccabi Haifa                                | 5–3                                          | Sturm Graz                                   | 02–0                                         | 3–3                                          |
| Boavista                                     | 0–1                                          | Auxerre                                      | 0–1                                          | 0–0                                          |
| APOEL                                        | 2–4                                          | AEK Aten                                     | 2–3                                          | 0–1                                          |
| Zalaegerszegi                                | 1–5                                          | Manchester United                            | 1–0                                          | 0–5                                          |
| Sporting Lissabon                            | 0–2                                          | Inter                                        | 0–0                                          | 0–2                                          |
| Partizan Belgrad                             | 1–6                                          | Bayern München                               | 0–3                                          | 1–3                                          |
| Sjachtar Donetsk                             | 2–2 (1–4 str.)                               | Club Brugge                                  | 1–1                                          | 1–1 (e.f.)                                   |
| Željezničar                                  | 0–5                                          | Newcastle United                             | 0–1                                          | 0–4                                          |
| Celtic                                       | 00003–3 (BM)                                 | Basel                                        | 3–1                                          | 0–2                                          |
| Grazer                                       | 3–5                                          | Lokomotiv Moskva                             | 0–2                                          | 3–3                                          |
| Rosenborg BK                                 | 4–2                                          | Brøndby IF                                   | 1–0                                          | 3–2                                          |
| Levski Sofia                                 | 0–2                                          | Dynamo Kiev                                  | 0–1                                          | 0–1                                          |
| AC Milan                                     | 00002–2 (BM)                                 | Slovan Liberec                               | 1–0                                          | 1–2                                          |
| Barcelona                                    | 4–0                                          | Legia Warszawa                               | 3–0                                          | 1–0                                          |

## Gruppspel
16 vinnare från tredje kvalificeringsomgången, 10 mästarlag från nationsförbund rankade 1-10, och sex tvåor från länder rankade 1-6 lottades i åtta grupper med fyra lag var. De två bästa lagen i varje grupp gick vidare till andra gruppspelet, med treorna gick in i tredje omgången i UEFA-cupen.
Avgörande faktor, om nödvändigt, i följande ordning:
1. Poäng som skaffats vid inbördes möten
2. Målskillnad.
3. Antalet gjorda mål i gruppspelsmatcher.
4. Antalet gjorda mål på bortaplan i gruppspelsmatcher.
5. Högre Uefa-ranking då laget gick in i tävlingen.

### Första gruppspelsrundan

#### Grupp A
| Nr | Lag               | S | V | O | F | GM | IM | MS | P  |
| -- | ----------------- | - | - | - | - | -- | -- | -- | -- |
| 1  | Arsenal           | 6 | 3 | 1 | 2 | 9  | 4  | +5 | 10 |
| 2  | Borussia Dortmund | 6 | 3 | 1 | 2 | 8  | 7  | +1 | 10 |
| 3  | Auxerre           | 6 | 2 | 1 | 3 | 4  | 7  | −3 | 7  |
| 4  | PSV               | 6 | 1 | 3 | 2 | 5  | 8  | −3 | 6  |

| Hemma \ Borta     | England | Frankrike | Tyskland | Nederländerna |
| Arsenal           | —       | 1–2       | 2–0      | 0–0           |
| Auxerre           | 0–1     | —         | 1–0      | 0–0           |
| Borussia Dortmund | 2–1     | 2–1       | —        | 1–1           |
| PSV               | 0–4     | 3–0       | 1–3      | —             |

#### Grupp B
| Nr | Lag            | S | V | O | F | GM | IM | MS  | P  |
| -- | -------------- | - | - | - | - | -- | -- | --- | -- |
| 1  | Valencia       | 6 | 5 | 1 | 0 | 17 | 4  | +13 | 16 |
| 2  | Basel          | 6 | 2 | 3 | 1 | 12 | 12 | 0   | 9  |
| 3  | Liverpool      | 6 | 2 | 2 | 2 | 12 | 8  | +4  | 8  |
| 4  | Spartak Moskva | 6 | 0 | 0 | 6 | 1  | 18 | −17 | 0  |

| Hemma \ Borta  | Schweiz | England | Ryssland | Spanien |
| Basel          | —       | 3–3     | 2–0      | 2–2     |
| Liverpool      | 1–1     | —       | 5–0      | 0–1     |
| Spartak Moskva | 0–2     | 1–3     | —        | 0–3     |
| Valencia       | 6–2     | 2–0     | 3–0      | —       |

#### Grupp C
| Nr | Lag         | S | V | O | F | GM | IM | MS | P |
| -- | ----------- | - | - | - | - | -- | -- | -- | - |
| 1  | Real Madrid | 6 | 2 | 3 | 1 | 15 | 7  | +8 | 9 |
| 2  | Roma        | 6 | 2 | 3 | 1 | 3  | 4  | −1 | 9 |
| 3  | AEK Aten    | 6 | 0 | 6 | 0 | 7  | 7  | 0  | 6 |
| 4  | Gent        | 6 | 0 | 4 | 2 | 2  | 9  | −7 | 4 |

| Hemma \ Borta | Grekland | Belgien | Spanien | Italien |
| AEK Aten      | —        | 1–1     | 3–3     | 0–0     |
| Genk          | 0–0      | —       | 1–1     | 0–1     |
| Real Madrid   | 2–2      | 6–0     | —       | 0–1     |
| Roma          | 1–1      | 0–0     | 0–3     | —       |

#### Grupp D
| Nr | Lag          | S | V | O | F | GM | IM | MS | P  |
| -- | ------------ | - | - | - | - | -- | -- | -- | -- |
| 1  | Inter        | 6 | 3 | 2 | 1 | 12 | 8  | +4 | 11 |
| 2  | Ajax         | 6 | 2 | 2 | 2 | 6  | 6  | 0  | 8  |
| 3  | Lyon         | 6 | 2 | 2 | 2 | 16 | 9  | +7 | 8  |
| 4  | Rosenborg BK | 6 | 0 | 4 | 2 | 4  | 12 | −8 | 4  |

| Hemma \ Borta | Nederländerna | Italien | Frankrike | Norge |
| Ajax          | —             | 1–2     | 2–1       | 1–1   |
| Inter         | 1–0           | —       | 1–2       | 3–0   |
| Lyon          | 0–2           | 3–3     | —         | 5–0   |
| Rosenborg BK  | 0–0           | 2–2     | 1–1       | —     |

#### Grupp E
| Nr | Lag              | S | V | O | F | GM | IM | MS | P  |
| -- | ---------------- | - | - | - | - | -- | -- | -- | -- |
| 1  | Juventus         | 6 | 4 | 1 | 1 | 12 | 3  | +9 | 13 |
| 2  | Newcastle United | 6 | 3 | 0 | 3 | 6  | 8  | −2 | 9  |
| 3  | Dynamo Kiev      | 6 | 2 | 1 | 3 | 6  | 9  | −3 | 7  |
| 4  | Feyenoord        | 6 | 1 | 2 | 3 | 4  | 8  | −4 | 5  |

| Hemma \ Borta    | Ukraina | Nederländerna | Italien | England |
| Dynamo Kiev      | —       | 2–0           | 1–2     | 20–     |
| Feyenoord        | 0–0     | —             | 1–1     | 2–3     |
| Juventus         | 5–0     | 2–0           | —       | 2–0     |
| Newcastle United | 2–1     | 0–1           | 1–0     | —       |

#### Grupp F
| Nr | Lag               | S | V | O | F | GM | IM | MS | P  |
| -- | ----------------- | - | - | - | - | -- | -- | -- | -- |
| 1  | Manchester United | 6 | 5 | 0 | 1 | 16 | 8  | +8 | 15 |
| 2  | Bayer Leverkusen  | 6 | 3 | 0 | 3 | 9  | 11 | −2 | 9  |
| 3  | Maccabi Haifa     | 6 | 2 | 1 | 3 | 12 | 12 | 0  | 7  |
| 4  | Olympiakos        | 6 | 1 | 1 | 4 | 11 | 17 | −6 | 4  |

| Hemma \ Borta     | Tyskland | Israel | England | Grekland |
| Bayer Leverkusen  | —        | 2–1    | 1–2     | 2–0      |
| Maccabi Haifa     | 0–2      | —      | 3–0     | 3–0      |
| Manchester United | 2–0      | 5–2    | —       | 4–0      |
| Olympiakos        | 6–2      | 3–3    | 2–3     | —        |

#### Grupp G
| Nr | Lag            | S | V | O | F | GM | IM | MS | P  |
| -- | -------------- | - | - | - | - | -- | -- | -- | -- |
| 1  | AC Milan       | 6 | 4 | 0 | 2 | 12 | 7  | +5 | 12 |
| 2  | Deportivo      | 6 | 4 | 0 | 2 | 11 | 12 | −1 | 12 |
| 3  | Lens           | 6 | 2 | 2 | 2 | 11 | 11 | 0  | 8  |
| 4  | Bayern München | 6 | 0 | 2 | 4 | 9  | 13 | −4 | 2  |

| Hemma \ Borta  | Italien | Tyskland | Spanien | Frankrike |
| AC Milan       | —       | 2–1      | 1–2     | 2–1       |
| Bayern München | 1–2     | —        | 2–3     | 3–3       |
| Deportivo      | 0–4     | 2–1      | —       | 3–1       |
| Lens           | 2–1     | 1–1      | 3–1     | —         |

#### Grupp H
| Nr | Lag              | S | V | O | F | GM | IM | MS | P  |
| -- | ---------------- | - | - | - | - | -- | -- | -- | -- |
| 1  | Barcelona        | 6 | 6 | 0 | 0 | 13 | 4  | +9 | 18 |
| 2  | Lokomotiv Moskva | 6 | 2 | 1 | 3 | 5  | 7  | −2 | 7  |
| 3  | Club Brugge      | 6 | 1 | 2 | 3 | 5  | 7  | −2 | 5  |
| 4  | Galatasaray      | 6 | 1 | 1 | 4 | 5  | 10 | −5 | 4  |

| Hemma \ Borta    | Spanien | Belgien | Turkiet | Ryssland |
| Barcelona        | —       | 3–2     | 3–1     | 1–0      |
| Club Brugge      | 0–1     | —       | 3–1     | 0–0      |
| Galatasaray      | 0–2     | 0–0     | —       | 1–2      |
| Lokomotiv Moskva | 1–3     | 2–0     | 0–2     | —        |

### Andra gruppspelsrundan
Åtta vinnare och åtta tvåor från det första gruppspelet lottades i fyra grupper med fyra lag i varje, med två gruppvinnare och två tvåor. Lag från samma land och lag som möts i första omgången kunde inte lottas mot varandra. De två bästa i varje grupp gick vidare till kvartsfinaler.
Avgörande faktor, om nödvändigt, i följande ordning:
1. Poäng som skaffats vid inbördes möten
2. Målskillnad.
3. Antalet gjorda mål i gruppspelsmatcher.
4. Antalet gjorda mål på bortaplan i gruppspelsmatcher.
5. Högre Uefa-ranking då laget gick in i tävlingen.

#### Grupp A
| Nr | Lag              | S | V | O | F | GM | IM | MS  | P  |
| -- | ---------------- | - | - | - | - | -- | -- | --- | -- |
| 1  | Barcelona        | 6 | 5 | 1 | 0 | 12 | 2  | +10 | 16 |
| 2  | Inter            | 6 | 3 | 2 | 1 | 11 | 8  | +3  | 11 |
| 3  | Newcastle United | 6 | 2 | 1 | 3 | 10 | 13 | −3  | 7  |
| 4  | Bayer Leverkusen | 6 | 0 | 0 | 6 | 5  | 15 | −10 | 0  |

| Hemma \ Borta    | Spanien | Tyskland | Italien | England |
| Barcelona        | —       | 2–0      | 3–0     | 3–1     |
| Bayer Leverkusen | 1–2     | —        | 0–2     | 1–3     |
| Inter            | 0–0     | 3–2      | —       | 2–2     |
| Newcastle United | 0–2     | 3–1      | 1–4     | —       |

#### Grupp B
| Nr | Lag      | S | V | O | F | GM | IM | MS | P |
| -- | -------- | - | - | - | - | -- | -- | -- | - |
| 1  | Valencia | 6 | 2 | 3 | 1 | 5  | 6  | −1 | 9 |
| 2  | Ajax     | 6 | 1 | 5 | 0 | 6  | 5  | +1 | 8 |
| 3  | Arsenal  | 6 | 1 | 4 | 1 | 6  | 5  | +1 | 7 |
| 4  | Roma     | 6 | 1 | 2 | 3 | 7  | 8  | −1 | 5 |

| Hemma \ Borta | Nederländerna | England | Italien | Spanien |
| Ajax          | —             | 0–0     | 2–1     | 1–1     |
| Arsenal       | 1–1           | —       | 1–1     | 0–0     |
| Roma          | 1–1           | 1–3     | —       | 0–1     |
| Valencia      | 1–1           | 2–1     | 0–3     | —       |

#### Grupp C
| Nr | Lag               | S | V | O | F | GM | IM | MS | P  |
| -- | ----------------- | - | - | - | - | -- | -- | -- | -- |
| 1  | AC Milan          | 6 | 4 | 0 | 2 | 5  | 4  | +1 | 12 |
| 2  | Real Madrid       | 6 | 3 | 2 | 1 | 9  | 6  | +3 | 11 |
| 3  | Borussia Dortmund | 6 | 3 | 1 | 2 | 8  | 5  | +3 | 10 |
| 4  | Lokomotiv Moskva  | 6 | 0 | 1 | 5 | 3  | 10 | −7 | 1  |

| Hemma \ Borta     | Italien | Tyskland | Ryssland | Spanien |
| AC Milan          | —       | 0–1      | 1–0      | 1–0     |
| Borussia Dortmund | 0–1     | —        | 3–0      | 1–1     |
| Lokomotiv Moskva  | 0–1     | 1–2      | —        | 0–1     |
| Real Madrid       | 3–1     | 2–1      | 2–2      | —       |

#### Grupp D
| Nr | Lag               | S | V | O | F | GM | IM | MS | P  |
| -- | ----------------- | - | - | - | - | -- | -- | -- | -- |
| 1  | Manchester United | 6 | 4 | 1 | 1 | 11 | 5  | +6 | 13 |
| 2  | Juventus          | 6 | 2 | 1 | 3 | 11 | 11 | 0  | 7  |
| 3  | Basel             | 6 | 2 | 1 | 3 | 5  | 10 | −5 | 7  |
| 4  | Deportivo         | 6 | 2 | 1 | 3 | 7  | 8  | −1 | 7  |

| Hemma \ Borta     | Schweiz | Spanien | Italien | England |
| Basel             | —       | 1–0     | 2–1     | 1–3     |
| Deportivo         | 1–0     | —       | 2–2     | 2–0     |
| Juventus          | 4–0     | 3–2     | —       | 0–3     |
| Manchester United | 1–1     | 2–0     | 2–1     | —       |

## Slutspel

### Slutspelsträd
|  | Kvartsfinaler     | Kvartsfinaler | Kvartsfinaler   | Kvartsfinaler |   |                 | Semifinaler | Semifinaler | Semifinaler | Semifinaler |  |  | Final ( ) | Final ( ) |  |  |
|  |                   |               |                 |               |   |                 |             |             |             |             |  |  |           |           |  |  |
|  | Real Madrid       | 3             | 3               | 6             |   |                 |             |             |             |             |  |  |           |           |  |  |
|  | Manchester United | 1             | 4               | 5             |   |                 |             |             |             |             |  |  |           |           |  |  |
|  | Manchester United | 1             | 4               | 5             |   | Real Madrid     | 2           | 1           | 3           |             |  |  |           |           |  |  |
|  |                   |               |                 |               |   | Real Madrid     | 2           | 1           | 3           |             |  |  |           |           |  |  |
|  |                   | Juventus      | 1               | 3             | 4 |                 |             |             |             |             |  |  |           |           |  |  |
|  | Juventus (e.f.)   | Juventus      | 1               | 3             | 4 | 1               | 2           | 3           |             |             |  |  |           |           |  |  |
|  | Juventus (e.f.)   |               |                 |               |   | 1               | 2           | 3           |             |             |  |  |           |           |  |  |
|  | Barcelona         | 1             | 1               | 2             |   |                 |             |             |             |             |  |  |           |           |  |  |
|  |                   |               |                 |               |   |                 |             |             |             |             |  |  | Juventus  | 0 (2)     |  |  |
|  |                   |               | AC Milan (str.) | 0 (3)         |   |                 |             |             |             |             |  |  |           |           |  |  |
|  | Ajax              | 0             | 2               | 2             |   |                 |             |             |             |             |  |  |           |           |  |  |
|  | AC Milan          | 0             | 3               | 3             |   |                 |             |             |             |             |  |  |           |           |  |  |
|  | AC Milan          | 0             | 3               | 3             |   | AC Milan (e.f.) | 0           | 1           | 1           |             |  |  |           |           |  |  |
|  |                   |               |                 |               |   | AC Milan (e.f.) | 0           | 1           | 1           |             |  |  |           |           |  |  |
|  |                   | Inter         | 0               | 1             | 1 |                 |             |             |             |             |  |  |           |           |  |  |
|  | Inter (BM)        | Inter         | 0               | 1             | 1 | 1               | 1           | 2           |             |             |  |  |           |           |  |  |
|  | Inter (BM)        |               |                 |               |   | 1               | 1           | 2           |             |             |  |  |           |           |  |  |
|  | Valencia          | 0             | 2               | 2             |   |                 |             |             |             |             |  |  |           |           |  |  |

### Kvartsfinaler
| Kvartsfinaler – 8 deltagande klubblag | Kvartsfinaler – 8 deltagande klubblag | Kvartsfinaler – 8 deltagande klubblag | Kvartsfinaler – 8 deltagande klubblag | Kvartsfinaler – 8 deltagande klubblag |
| ------------------------------------- | ------------------------------------- | ------------------------------------- | ------------------------------------- | ------------------------------------- |
| Lag 1                                 | Totalt                                | Lag 2                                 | Möte 1                                | Möte 2                                |
| Real Madrid                           | 6–5                                   | Manchester United                     | 3–1                                   | 3–4                                   |
| Ajax                                  | 2–3                                   | AC Milan                              | 0–0                                   | 2–3                                   |
| Inter                                 | 00002–2 (BM)                          | Valencia                              | 1–0                                   | 1–2                                   |
| Juventus                              | 3–2                                   | Barcelona                             | 1–1                                   | 2–1 (e.f.)                            |

### Semifinaler
| Semifinaler – 4 deltagande klubblag | Semifinaler – 4 deltagande klubblag | Semifinaler – 4 deltagande klubblag | Semifinaler – 4 deltagande klubblag | Semifinaler – 4 deltagande klubblag |
| ----------------------------------- | ----------------------------------- | ----------------------------------- | ----------------------------------- | ----------------------------------- |
| Lag 1                               | Totalt                              | Lag 2                               | Möte 1                              | Möte 2                              |
| Real Madrid                         | 3–4                                 | Juventus                            | 2–1                                 | 1–3                                 |
| AC Milan                            | 00001–1 (BM)                        | Inter                               | 0–0                                 | 1–1                                 |

### Final
|             | 28 maj 2003 | Juventus                                                                                  | 0000 0 – 0 (e.fl.)         | AC Milan                                                                                    | Old Trafford                                                                      |                                                                                   |
| 19:45 UTC+1 | 19:45 UTC+1 |                                                                                           | (0 – 0) Rapport            |                                                                                             | Manchester, England, Storbritannien Publik: 62 315 Domare: Markus Merk (Tyskland) | Manchester, England, Storbritannien Publik: 62 315 Domare: Markus Merk (Tyskland) |
| 19:45 UTC+1 | 19:45 UTC+1 |                                                                                           |                            |                                                                                             | Manchester, England, Storbritannien Publik: 62 315 Domare: Markus Merk (Tyskland) | Manchester, England, Storbritannien Publik: 62 315 Domare: Markus Merk (Tyskland) |
| 19:45 UTC+1 | 19:45 UTC+1 | David Trezeguet Alessandro Birindelli Marcelo Zalayeta Paolo Montero Alessandro Del Piero | Straffsparksläggning 2 – 3 | Sergio Claudio dos Santos Clarence Seedorf Kakha Kaladze Alessandro Nesta Andriy Shevchenko | Manchester, England, Storbritannien Publik: 62 315 Domare: Markus Merk (Tyskland) | Manchester, England, Storbritannien Publik: 62 315 Domare: Markus Merk (Tyskland) |

## Anmärkningslista
1. ↑  Matchen spelades på GSP Stadium i Nicosia, Cypern då Uefa förbjudit internationella matcher att spelas i Israel.
2. ↑  Matchen spelades i Sofia, Bulgarien då Uefa förbjudit internationella matcher att spelas i Israel.

## Övrigt
- Barcelona slog AC Milans rekord om att ha gått igenom flest antal matcher obesegrade i Uefa Champions League
- AEK Aten blev första lag att spela sex oavgjorda matcher i gruppspel.
- Newcastle United blev första lag att ha gått vidare från gruppspelet efter minst tre förluster.
- Maccabi Haifa blev första lag från Israel att delta i Uefa Champions League

### Webbkällor
Den här artikeln är helt eller delvis baserad på material från engelskspråkiga Wikipedia.